# Nannoniscus laevis
Nannoniscus laevis là một loài chân đều trong họ Nannoniscidae. Loài này được Menzies miêu tả khoa học năm 1962.